# Doppelpaddel

Doppelpaddel: Die Farben sind nur zur Verdeutlichung. (a) Sicht quer, (b) axiale Sicht. Man achte auf die Verschränkung.

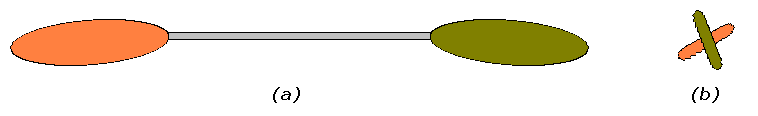
Doppelpaddel mit asymmetrischem Paddelblatt

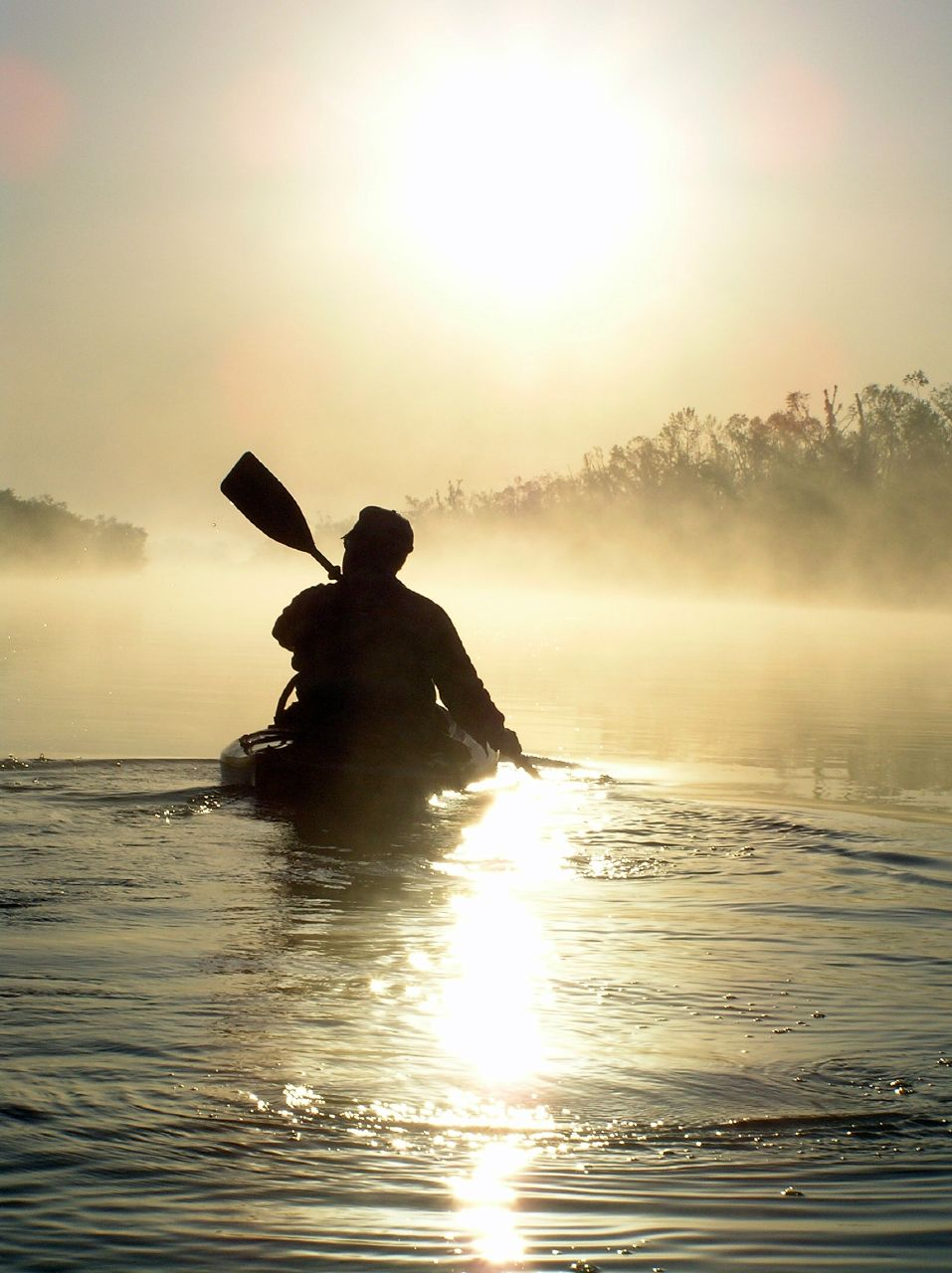
Die Benutzung eines Doppelpaddels

Das Doppelpaddel ist ein Paddel mit zwei Paddelblättern, das der Fortbewegung eines Kajaks durch Muskelkraft dient.
Zum Paddeln bedient man sich unterschiedlicher Schläge. Das Doppelpaddel besteht aus einem Schaft, an dessen beiden Enden sich je ein Paddelblatt zur Übertragung der Kraft auf das Wasser befindet. Manche Benutzer profitieren von einem sogenannten ergonomischen Schaft, bei dem der Winkel an der Griffstelle verändert wurde.
Die Blätter moderner Paddel sind zur ergonomischeren Führung meist 45 bis 90 Grad zueinander verdreht. In neuester Zeit wird beim Playboating wieder auf geringere Schränkungen von 0 bis 15 Grad zurückgegangen. Aber auch beim Seekajakfahren werden vermehrt neben dem Europaddel auch traditionelle Paddel wie die Grönlandpaddel verwendet, die im Allgemeinen nicht gedreht sind.
Man unterscheidet rechts- und linksgedrehte Doppelpaddel. 
Die Wahl der Länge für das Doppelpaddel ist abhängig von der Breite des Bootes und ob man eher entspannt oder sportlich paddelt. Beim sportlichen Paddelschlag sticht man das Paddel nahe am Boot ins Wasser und zieht es nach hinten. Somit wird der Weg für den Zug durch das Wasser länger und der Vortrieb stärker. Das erfordert aber auch mehr Kraft. Beim entspannten Paddeln ist der Winkel des Paddels beim Einstechen ins Wasser flacher und damit weiter entfernt vom Boot. Der Weg beim Zug durch das Wasser wird kürzer und man erhält einen geringeren Vortrieb pro Schlag. Auch die Breite des Bootskörpers hat einen Einfluss auf die Länge des Paddels. Je breiter das Boot ist, desto mehr ist man gezwungen, das Paddel flacher einzustechen, und desto länger sollte das Paddel gewählt werden.
Im Freizeitbereich wird oft zwischen sportlichem und entspanntem Paddeln gewechselt. Deshalb gibt es auch Doppelpaddel mit variabel einstellbarer Länge.
Beim Seekajakfahren kann eine Paddelsicherung verwendet werden.
Paddel für den Wildwassereinsatz können mit einer Aluminiumkante gegen Verschleiß verstärkt werden.
Im Kanurennsport werden so genannte Wing-Paddel verwendet. Ihre Blattform unterscheidet sich erheblich von normalen Paddelblättern. Sie werden auch je nach Evolutionsstufe und Hersteller als Rasmussen-, Drop- oder Warpblätter bezeichnet. Wanderfahrer benutzen für diese Paddel häufig den irreführenden Begriff Löffelpaddel. Das Blatt ist bei diesen Blättern als Tragfläche (im physikalischen Sinne) konzipiert (gewölbte Blattform). Die Grundbewegung des Paddels ist nicht ausschließlich die nach hinten, sondern besonders zur Seite. Dadurch wird der Tragflächeneffekt des Paddels wirksam und verringert den Schlupf des Paddels, während man sich mit dem Boot an dem näherungsweise im Wasser stehenden Paddel vorbeizieht. Zusätzlich ist das Blatt mehr oder weniger stark schraubenförmig verdreht. Dadurch wird die Halteposition im Wasser verbessert und das Eintauchen in das Wasser wird erleichtert. Diese Paddel werden fast ausschließlich aus Faserverbundwerkstoff mit unterschiedlichen Mengenzusätzen an Glasfaser (20–50 %), CFK (50–100 %) oder Kevlar (10–20 %) gefertigt.